# Seznam lvovských řeckokatolických biskupů a arcibiskupů
Toto je seznam řeckokatolických eparchů a archieparchů ve Lvově

## Biskupové lvovští byzantsko - ukrajinského obřadu
- Josyf Szumlański (1700 - 1708) původně pravoslavný, první lvovský řeckokatolický biskup
- Vasil Šeptyckyj (1708 - 1715)
- Atanazij Šeptyckyj (1715 - 1729 jmenován archieparchou kyjevským)
- Lev Šeptyckyj (1748 - 1778 jmenován archieparchou kyjevským)
- Piotr Bielański (1782 - 1796)
- Mykola Skorodyński (1798 - 1808)

## Metropolité haličtí se sídlem ve Lvově
- Antoni Angelowicz (1808 - 1814)
- kardinál Mychajlo Levyckyj (1816 - 1858)
- Hryhorij Jachymovyč (1860 - 1863)
- Spyrydon Lytvynovyč (1863 - 1869)
- Josip Sembratovyc (1870 - 1882)
- kardinál Sylwester Sembratowicz  (1885 - 1898)
- Julian Sas-Kuilovskyj (1899 - 1900)
- Andrej Šeptyckyj, O.S.B.M. (1900 - 1944)

## Větší arcibiskupové lvovští
- kardinál Josip Slipyj † (1944 - 1984), od r. 1975 větší arcibiskup
- kardinál Miroslav Ivan Ljubačivskij (1984 - 2000)
- kardinál Lubomyr Huzar (2001 - 2005 jmenován archeparchou kyjevským)

## Lvovští archieparchové (od roku 2005)
- Ihor Vozniak, C.SS.R., od 10. listopadu 2005